# Antonowo (rejon korelicki)
Antonowo (biał. Антанёва, Antaniowa; ros. Антонёво, Antoniowo) – wieś na Białorusi, w obwodzie grodzieńskim, w rejonie korelickim, w sielsowiecie Jeremicze.

## Historia
W XIX i w początkach XX w. położone było w Rosji, w guberni wileńskiej, w powiecie oszmiańskim, w gminie Derewno.
W dwudziestoleciu międzywojennym leżało w Polsce, w województwie nowogródzkim, w powiecie stołpeckim, do 1 października 1932 w gminie Derewno, następnie w gminie Turzec. W 1921 miejscowość liczyła 152 mieszkańców, zamieszkałych w 25 budynkach, w tym 151 Białorusinów i 1 osobę innej narodowości. Wszyscy mieszkańcy byli wyznania prawosławnego.
Po II wojnie światowej w granicach Związku Sowieckiego. Od 1991 w niepodległej Białorusi.